# Sacrifice (mini-série, 2013)
Pour les articles homonymes, voir Sacrifice (homonymie).
Sacrifice (Hořící keř) est une mini-série tchèque en trois épisodes réalisée par Agnieszka Holland et diffusée le 27 janvier 2013 sur HBO Europe (en).
La série a par la suite été remontée pour le cinéma et projetée en salle. Le film a d'abord été sélectionné pour représenter la République tchèque aux Oscars du cinéma 2014 dans la catégorie meilleur film en langue étrangère, mais fut disqualifié par l'AMPAS, pour laquelle un film ne peut être diffusé par une télévision avant sa présentation à la cérémonie. The Don Juans a été choisi pour le remplacer.

## Synopsis
La série commence par le sacrifice de Jan Palach, un étudiant en histoire de Prague qui s'est immolé par le feu pour protester contre l'occupation soviétique de la Tchécoslovaquie en 1969 (il fut suivi dans son geste par Jan Zajíc, Evžen Plocek et Ryszard Siwiec) et raconte ensuite les efforts menés par un groupe d'activistes pour que son geste ne soit ni oublié, ni discrédité par le pouvoir en place. En effet, de nombreuses tentatives ont été menées afin de discréditer l'acte : Palach aurait été un fou, ou bien aurait été piégé par les ennemis du pouvoir (théorie du feu froid du député Vilém Nový (cs)). De nombreuses pressions ont également été menées sur la famille de Jan Palach ou sur leurs défenseurs (Dagmar Burešová), afin de les faire renoncer à leur combat.

## Fiche technique
- Titre original : Hořící keř
- Titre international : Burning Bush
- Titre français : Sacrifice
- Réalisation : Agnieszka Holland
- Scénario : Stepan Hulik
- Photographie : Martin Strba
- Musique : Antoni Komasa-Lazarkiewicz
- Pays d'origine : République tchèque
- Langue originale : tchèque
- Durée : 227 minutes (respectivement 84, 72 et 78 minutes)
- Dates de diffusion :
  -  République tchèque : 27 janvier 2013 sur HBO Europe
  -  France : 27 mars 2014 sur Arte

## Distribution
- Tatiana Pauhofová (VF : Adeline Moreau) : Dagmar Burešová
- Patrik Děrgel (cs) (VF : Benjamin Bollen) : Pavel Janda
- Jaroslava Pokorná (cs) (VF : Nicole Favart) : Libuše Palachová
- Petr Stach (cs) (VF : Stéphane Pouplard) : Jirí Palach
- Ivan Trojan (VF : Bernard Gabay) : le major Jireš
- Vojtěch Kotek (VF : Cédric Dumond) : Ondrej Trávnícek
- Martin Huba (en) (VF : Igor De Savitch) : le député Vilém Nový (cs)
- Emma Smetana (cs) (VF : Marie-Eugénie Maréchal) : Hana Cížková
- Denny Ratajský (VF : Jonathan Amram) : Bocek
- Jenovéfa Boková (VF : Jessica Monceau) : Vladka Charouzová
- Igor Bareš (cs) (VF : Michel Voletti) : Major Dočekal
- Jan Budař (en) (VF : Guillaume Lebon) : Radim Bureš
- Adrian Jastraban (VF : Boris Rehlinger) : Vladimír Charouz
- Taťjana Medvecká (en) (VF : Pascale Vital) : Ziková
- Alois Švehlík (en) (VF : Patrick Floersheim) : Nácelník Horyna
- David Novotný (VF : Lionel Tua) : Sýkora

Version française (VF) selon le carton de doublage diffusé sur Arte.

## Distinctions

### Récompenses
- Festival de télévision de Monte-Carlo 2013 : Nymphe d'or du meilleur acteur pour Ivan Trojan
- Festival international du film de Hong Kong 2014 : Prix SIGNIS pour Agnieszka Holland
- Lions tchèques 2014 :
  - Meilleur film
  - Meilleur réalisateur pour Agnieszka Holland
  - Meilleure actrice dans un second rôle pour Jaroslava Pokorná
  - Meilleur scénario pour Stepan Hulik
  - Meilleure photographie pour Martin Strba
  - Meilleur montage pour Pavel Hrdlicka
  - Meilleure musique pour Antoni Lazarkiewicz
  - Meilleurs costumes pour Katarina Hollá

### Nominations et sélections
- Camerimage 2013
- Festival du film de New York 2013 : sélection officielle
- Festival du film de Sydney 2013 : sélection « The Box Set »
- Festival international du film de Toronto 2013 : sélection « Special Presentations »
- Festival international du film de Vancouver 2013 : sélection « Special Presentations »
- Festival international du film de Palm Springs 2014 : sélection « Modern Masters »
- Lions tchèques 2014 :
  - Meilleur acteur pour Petr Stach
  - Meilleure actrice pour Tatiana Pauhofová
  - Meilleur acteur dans un second rôle pour Ivan Trojan